# غنج أباد (باقران)
غنج أباد (بالفارسية: گنج‌آباد) هي مستوطنة تقع في إيران في قسم باقران الريفي. وحسب إحصاء سكان في عام 2006 قدر عدد سكانها بـ 36 نسمة في 9 أسر.